# Limbella bartlettii
Limbella bartlettii là một loài rêu trong họ Neckeraceae. Loài này được (H.A. Crum & Steere) W.R. Buck mô tả khoa học đầu tiên năm 1988.